# Valle Hermoso (Ecuador)
Valle Hermoso ist eine Ortschaft und eine Parroquia rural („ländliches Kirchspiel“) im Kanton Santo Domingo der ecuadorianischen Provinz Santo Domingo de los Tsáchilas. Die Parroquia besitzt eine Fläche von 309,78 km². Die Einwohnerzahl lag im Jahr 2010 bei 9335.

## Lage
Die Parroquia Valle Hermoso liegt im Tiefland westlich der Cordillera Occidental im Norden der Provinz Santo Domingo de los Tsáchilas. Der Río Blanco, der linke Quellfluss des Río Esmeraldas, durchfließt das Areal und begrenzt es dabei im Südosten. Der 290 m hoch gelegene Hauptort befindet sich 22 km nordnordwestlich der Provinzhauptstadt Santo Domingo de los Colorados am rechten Flussufer des nach Nordwesten fließenden Río Blanco. Die Fernstraße E20 (Santo Domingo de los Colorados–La Concordia) durchquert den Südwesten der Parroquia. Über eine 2 km lange Nebenstraße ist Valle Hermoso an diese angebunden.
Die Parroquia Valle Hermoso grenzt im Süden an das Municipio von Santo Domingo de los Colorados, im Südwesten an die Parroquia San Jacinto del Búa, im Westen an die Parroquias Plan Piloto und La Concordia (beide im Kanton La Concordia) sowie im Norden und im Osten an die Provinz Pichincha mit dem Kanton Puerto Quito und der Parroquia San Miguel de los Bancos (Kanton San Miguel de los Bancos).

## Siedlungen und Orte
In der Parroquia gibt es folgende Recintos:
- Chiguilpe
- Triunfo
- Sábalo
- Recreo
- Mirador de la Selva
- Bella Esperanza
- 9 de Octubre
- Cristóbal Colón
- Asunción
- Marianita
- Auténticos Campesinos
- Nuevo Rocafuerte
- Río de Oro
- El Descanso
- Vía Flor del Valle

## Geschichte
Die Gründung der Parroquia Valle Hermoso wurde am 1. August 2000 im Registro Oficial N° 132 bekannt gemacht und damit wirksam.